# Трисилицид пентаниобия
Трисилицид пентаниобия — бинарное неорганическое соединение
ниобия и кремния
с формулой Nb5Si3,
кристаллы.

## Получение
- Сплавление чистых веществ в инертной атмосфере:

{\displaystyle {\mathsf {5Nb+3Si\ {\xrightarrow {2520^{o}C}}\ Nb_{5}Si_{3}}}}

## Физические свойства
Трисилицид пентаниобия образует светло-серые кристаллы
тетрагональной сингонии,
пространственная группа I 4/mcm,
параметры ячейки a = 0,6571 нм, c = 1,1889 нм, Z = 4.
При температуре 1650÷1940°С (в зависимости от отклонения от стехиометрического состава) происходит переход в фазу
тетрагональной сингонии,
пространственная группа I 4/mcm,
параметры ячейки a = 1,0040 нм, c = 0,5081 нм, Z = 4.
При температуре <1,02 К переходит в сверхпроводящее состояние
.